# Monte Rondinaio
Il monte Rondinaio è tra i più alti nell'Appennino Tosco-Emiliano e, dopo il Monte Giovo (1991 metri s.l.m.), il più alto nei comuni di Coreglia Antelminelli e di Pievepelago.

## Descrizione
La sua altezza (1964 m) si avvicina alla soglia dei 2000 m. Come il Monte Giovo e l'Alpe Tre Potenze è attraversato dal sentiero del crinale appenninico 00, e fa da confine tra la provincia di Modena e la provincia di Lucca. È compreso nell'appenninico Parco del Frignano, e con un considerevole strapiombo sovrasta il lago Baccio, il lago Turchino ed il Lago Torbido. Il Monte Rondinaio è diviso dal massiccio del Monte Giovo dal Passetto Nord, raggiungibile solamente attraverso un sentiero impegnativo, ed è diviso dall'Alpe Tre Potenze dal Passo del Giovo, detto anche Foce a Giovo, che con i suoi quasi 1700 metri s.l.m. è il più alto passo appenninico tosco-emiliano raggiungibile attraverso una strada carrabile non asfaltata. Verso l'Emilia, la cresta attraverso il Passetto Sud, sviluppa un ultimo contrafforte detto Rondinaio Lombardo, sovrastante il Lago Turchino.
Dalla vetta del Rondinaio superbo il panorama: da una parte la Garfagnana e le Alpi Apuane, dall'altra la Valle delle Tagliole con i suoi borghi di Ca' di Gallo, Ronchi e Rotari. Dalla vetta del monte si può inoltre scorgere in lontananza il Mar Tirreno. 